# Robert Catesby
Pour les articles homonymes, voir Catesby.
Robert Catesby (1572 ou peu après – 8 novembre 1605) est connu comme l'instigateur de la conspiration des poudres.

## Biographie
Issu d'une famille du Northamptonshire, son père a été persécuté pour avoir refusé de se conformer à la religion anglicane et pour avoir caché un prêtre. Il interrompt ses études à Cambridge pour ne pas prêter serment et reconnaître le roi comme le chef de l'Église. Il a été emprisonné deux fois, en 1601 et en 1603, pour avoir participé à des soulèvements. 
Catholique fervent, il est un des membres du groupe de conspirateurs qui tenta de faire exploser la Maison du Parlement, en 1605, alors que le roi Jacques Ier s’y trouvait, pour protester contre sa politique en matière de religion, jugée intolérante.
À cette fin, en compagnie de Guy Fawkes, Thomas Percy, John Wright, Robert Keyes, Thomas et Robert Wintour, il entreposa trente-six barils de poudre dans les caves du Parlement. Le complot (baptisé plus tard « conspiration des poudres ») fut découvert le 5 novembre. Il périt les armes à la main, en se défendant après la découverte du complot.

## Dans la culture populaire
- La série britannique Gunpowder, produite par la BBC, raconte l'histoire de Robert Catesby, joué par Kit Harington, son descendant.